# Sympycnus globulipes
Sympycnus globulipes är en tvåvingeart som beskrevs av Becker 1914. Sympycnus globulipes ingår i släktet Sympycnus och familjen styltflugor.
Artens utbredningsområde är Tanzania. Inga underarter finns listade i Catalogue of Life.